# Canton de Montaigu-Vendée
Le canton de Montaigu-Vendée, précédemment appelé canton de Montaigu, est une circonscription électorale française située dans le département de la Vendée et la région des Pays de la Loire.

## Histoire
Le canton de Montaigu est maintenu par l'article 11 du décret no 2014-169 du 17 février 2014 ; il se compose de communes situées dans les anciens cantons des Herbiers, de Saint-Fulgent et de Montaigu.
Le canton prend sa dénomination actuelle par décret du 24 février 2021.

## Représentation

### Conseillers d'arrondissement (de 1833 à 1940)
| Période                                  | Période      | Identité                                                | Étiquette               | Qualité |
| ---------------------------------------- | ------------ | ------------------------------------------------------- | ----------------------- | --- |
| 1833                                     | 1842         | Samuel Goupilleau                                       |                         | Commandant de la Garde nationale à Montaigu                                                                 |
| 1842                                     | 1848         | Pierre Thiériot                                         |                         | Propriétaire, maire de La Guyonnière (1831-1838 et 1843-1848)                                               |
|                                          |              |                                                         |                         | |
| av.1865                                  | 1866 (décès) | Henri Sébastien Brethonneau (1805-1866)                 |                         | Ancien notaire à Montaigu                                                                                   |
|                                          |              |                                                         |                         | |
| 1889                                     |              | Roger de Villebois-Mareuil (1849-1926)                  | Conservateur            | Président du comice agricole de Montaigu, maire de Saint-Hilaire-de-Loulay                                  |
|                                          |              |                                                         |                         | |
| 1913                                     | 1923 (décès) | Edmond de Carheil (1859-1923)                           | Conservateur Catholique | Maire de Boufféré (1896-1923)                                                                               |
| février 1924                             | 1937         | Jacques de Carheil (1895-1964, fils du précédent)       | Conservateur            | Maire de Boufféré (1924-1935)                                                                               |
| 1937                                     | 1940         | Henri Louis Alfred Marie Joseph de Lorgeril (1905-1972) | Conservateur            | Propriétaire, maire de Saint-Hilaire-de-Loulay                                                              |
| 1940                                     |              |                                                         |                         | Les conseils d'arrondissement ont été suspendus par la loi du 12 octobre 1940 et n'ont jamais été réactivés |
| Les données manquantes sont à compléter. |              |                                                         |                         | |

### Conseillers généraux (de 1833 à 2015)
| Période | Période          | Identité                         | Étiquette       | Qualité |
| ------- | ---------------- | -------------------------------- | --------------- | --- |
| 1833    | 1842             | Armand Trastour                  |                 | Médecin, maire de Montaigu de 1835 à 1870 |
| 1842    | 1847             | Samuel Goupilleau                |                 | Propriétaire à Montaigu, conseiller d'arrondissement |
| 1847    | 1870             | Armand Trastour                  |                 | Médecin, maire de Montaigu de 1835 à 1870, président du Conseil général de Vendée de 1849 à 1852 |
| 1871    | 1886 (décès)     | Auguste de Cornulier de La Lande | Monarchiste     | Sénateur (1876-1886), maire de Saint-Hilaire-de-Loulay |
| 1886    | 1919 (décès)     | Louis de Cornulier de La Lande   | Conservateur    | Maire de Saint-Hilaire-de-Loulay |
| 1919    | 1940             | Auguste Durand                   | PDP             | Industriel, député (1928-1936), maire de Cugand Nommé conseiller départemental en 1943 |
|         |                  |                                  |                 | |
| 1945    | 1969 (décès)     | Auguste Durand                   | DVD             | Président du Conseil général de Vendée de 1945 à 1969 |
| 1969    | 1987 (décès)     | Vincent Ansquer                  | UDR puis RPR    | Industriel, ministre (1974-1977), député (1962-1974 et 1978-1987), maire de La Bruffière (1965-1978), président du conseil régional (1974), député européen (1979-1982)                                      |
| 1987    | 2010 (démission) | Philippe de Villiers             | UDF-PR puis MPF | Chef d'entreprise, secrétaire d'État (1986-1987), député (1987-1994 et 1997-2004), député européen (1994-1997, 1999 et 2004-2014), président du Conseil général de la Vendée de 1988 à 2010 (démissionnaire) |
| 2010    | 2015             | Michel Allemand                  | DVD             | Ancien gérant d'un commerce Ancien adjoint au maire de Montaigu |

### Conseillers départementaux (depuis 2015)
| Période élective | Période élective | Mandat | Mandat   | Identité           | Nuance | Nuance | Qualité |
| ---------------- | ---------------- | ------ | -------- | ------------------ | ------ | ------ | --- |
| 2 avril 2015     | 2021             | 2015   | 2021     | Wilfrid Montassier |        | UDI    | Chef d'entreprise Maire de La Rabatelière (depuis 2008) Président de la communauté de communes du Canton-de-Saint-Fulgent (2008-2016), puis du Pays-de-Saint-Fulgent (2016) Président du syndicat mixte du pays du Bocage vendéen (depuis 2008) Président de la communauté de communes du Pays-de-Saint-Fulgent-les-Essarts (depuis 2017) |
| 2 avril 2015     | 2021             | 2015   | 2021     | Isabelle Rivière   |        | LR     | Conseillère technique Maire de Treize-Septiers (depuis 2008) |
| 2021             | 2028             | 2021   | en cours | Éric Salaün        |        | DVD    | Comptable et conseiller auprès des entreprises Maire de Chavagnes-en-Paillers |
| 2021             | 2028             | 2021   | en cours | Isabelle Rivière   |        | LR     | Conseillère sortante, 2ème Vice-Présidente du conseil départemental |

Lors des élections départementales de 2015, le binôme composé de Wilfrid Montassier et Isabelle Rivière (Union de la Droite) est élu au premier tour avec 60,23 % des voix. Le taux de participation est de 54,38 % (17 877 votants sur 32 872 inscrits) contre 52,59 % au niveau départemental et 50,17 % au niveau national.

## Composition

### Composition avant 2015

Le canton dans le découpage de 1979.

L'ancien canton de Montaigu regroupait 10 communes depuis 1801.
| Nom                       | Code Insee | Codepostal | Superficie (km2) | Population (dernière pop. légale) | Densité (hab./km2) |
| ------------------------- | ---------- | ---------- | ---------------- | --------------------------------- | ------------------ |
| Montaigu (chef-lieu)      | 85146      | 85600      | 3,06             | 5 098 (2012)                      | 1 666              |
| La Bernardière            | 85021      | 85610      | 14,30            | 1 729 (2012)                      | 121                |
| La Boissière-de-Montaigu  | 85025      | 85600      | 29,10            | 2 200 (2012)                      | 76                 |
| Boufféré                  | 85027      | 85600      | 16,54            | 3 086 (2012)                      | 187                |
| La Bruffière              | 85039      | 85530      | 40,42            | 3 794 (2012)                      | 94                 |
| Cugand                    | 85076      | 85610      | 13,47            | 3 346 (2012)                      | 248                |
| La Guyonnière             | 85107      | 85600      | 23,18            | 2 746 (2012)                      | 118                |
| Saint-Georges-de-Montaigu | 85217      | 85600      | 34,02            | 4 081 (2012)                      | 120                |
| Saint-Hilaire-de-Loulay   | 85224      | 85600      | 41,12            | 4 372 (2012)                      | 106                |
| Treize-Septiers           | 85295      | 85600      | 21,84            | 3 010 (2012)                      | 138                |

### Composition depuis 2015

Le canton dans le découpage de 2015.

Le canton regroupe désormais treize communes entières.
| Nom                                     | Code Insee | Intercommunalité                                  | Superficie (km2) | Population (dernière pop. légale) | Densité (hab./km2) | Modifier                                    |
| --------------------------------------- | ---------- | ------------------------------------------------- | ---------------- | --------------------------------- | ------------------ | ------------------------------------------- |
| Montaigu-Vendée (bureau centralisateur) | 85146      | CA Terres de Montaigu, communauté d'agglomération | 116,65           | 20 754 (2022)                     | 178                | modifier les données · modifier les données |
| Bazoges-en-Paillers                     | 85013      | CC du Pays-de-Saint-Fulgent-les-Essarts           | 11,45            | 1 551 (2022)                      | 135                | modifier les données · modifier les données |
| La Boissière-de-Montaigu                | 85025      | CA Terres de Montaigu, communauté d'agglomération | 29,10            | 2 295 (2022)                      | 79                 | modifier les données · modifier les données |
| Les Brouzils                            | 85038      | CC du Pays-de-Saint-Fulgent-les-Essarts           | 41,25            | 2 916 (2022)                      | 71                 | modifier les données · modifier les données |
| Chauché                                 | 85064      | CC du Pays-de-Saint-Fulgent-les-Essarts           | 41,99            | 2 559 (2022)                      | 61                 | modifier les données · modifier les données |
| Chavagnes-en-Paillers                   | 85065      | CC du Pays-de-Saint-Fulgent-les-Essarts           | 40,57            | 3 648 (2022)                      | 90                 | modifier les données · modifier les données |
| La Copechagnière                        | 85072      | CC du Pays-de-Saint-Fulgent-les-Essarts           | 9,68             | 1 047 (2022)                      | 108                | modifier les données · modifier les données |
| Mesnard-la-Barotière                    | 85144      | CC du Pays des Herbiers                           | 11,83            | 1 560 (2022)                      | 132                | modifier les données · modifier les données |
| La Rabatelière                          | 85186      | CC du Pays-de-Saint-Fulgent-les-Essarts           | 8,26             | 1 018 (2022)                      | 123                | modifier les données · modifier les données |
| Saint-André-Goule-d'Oie                 | 85196      | CC du Pays-de-Saint-Fulgent-les-Essarts           | 20,19            | 1 942 (2022)                      | 96                 | modifier les données · modifier les données |
| Saint-Fulgent                           | 85215      | CC du Pays-de-Saint-Fulgent-les-Essarts           | 36,82            | 3 924 (2022)                      | 107                | modifier les données · modifier les données |
| Treize-Septiers                         | 85295      | CA Terres de Montaigu, communauté d'agglomération | 21,84            | 3 361 (2022)                      | 154                | modifier les données · modifier les données |
| Vendrennes                              | 85301      | CC du Pays des Herbiers                           | 16,92            | 1 802 (2022)                      | 107                | modifier les données · modifier les données |
| Canton de Montaigu-Vendée               | 8510       |                                                   | 406,55           | 48 377 (2022)                     | 119                | modifier les données                        |

### Intercommunalités
Le canton de Montaigu est à cheval sur trois communautés de communes :
- la communauté de communes du Pays-de-Saint-Fulgent-les-Essarts (8 communes) ;
- la communauté de communes du Pays-des-Herbiers (2 communes) ;
- Terres-de-Montaigu, communauté de communes Montaigu-Rocheservière (3 communes).

## Démographie

### Démographie avant 2015
| 1962   | 1968   | 1975   | 1982   | 1990   | 1999   | 2006   | 2011   | 2012   |
| ------ | ------ | ------ | ------ | ------ | ------ | ------ | ------ | ------ |
| 16 445 | 17 606 | 20 311 | 22 452 | 24 162 | 26 551 | 30 010 | 33 004 | 33 462 |

### Démographie depuis 2015
En 2022, le canton comptait 48 377 habitants, en évolution de +4,22 % par rapport à 2016 (Vendée : +5,33 %, France hors Mayotte : +2,11 %).
| 2013   | 2018   | 2022   |
| ------ | ------ | ------ |
| 45 119 | 46 834 | 48 377 |